# Waldsee Mathildenhof
Waldsee Mathildenhof este o arie protejată (arie specială de conservare — SAC, sit de importanță comunitară — SCI) din Germania întinsă pe o suprafață de 73,17 ha, integral pe uscat.

## Localizare
Centrul sitului Waldsee Mathildenhof este situat la coordonatele 53°18′56″N 12°05′05″E / 53.3156°N 12.0847°E.

## Înființare
Situl Waldsee Mathildenhof a fost declarat sit de importanță comunitară în septembrie 2000.

## Biodiversitate
Situată în ecoregiunea continentală, aria protejată conține 3 habitate naturale: Lacuri și iazuri distrofice naturale, Mlaștini turboase de tranziție și turbării mișcătoare, Mlaștini împădurite.
La baza desemnării sitului se află o specie protejată de  nevertebrate: libelule (Leucorrhinia pectoralis).
Pe lângă speciile protejate, pe teritoriul sitului au mai fost identificate 3 specii de plante.